# Franco Ferrini
Franco Ferrini (La Spezia, 5 de enero de 1944) es un director de cine y guionista italiano, reconocido por su trabajo en los géneros del terror y el suspenso. Durante su carrera trabajó de forma frecuente con el cineasta Dario Argento, colaborando en el desarrollo de varios de sus guiones. En 1985 escribió y dirigió el filme giallo Caramelle da uno sconosciuto.

## Filmografía destacada

### Cine
| Título                       | Año  | Rol       | Rol      | Rol      | Ref(s)        |
| Título                       | Año  | Guionista | Escritor | Director | Ref(s)        |
| ---------------------------- | ---- | --------- | -------- | -------- | ------------- |
| Crimebusters                 | 1976 | Sí        |          |          | [ 2 ]         |
| Red Rings of Fear            | 1978 | Sí        |          |          | [ 3 ]         |
| Once Upon a Time in America  | 1984 | Sí        |          |          | [ 4 ]         |
| Phenomena                    | 1985 | Sí        | Sí       |          | [ 5 ]         |
| Demonios                     | 1985 | Sí        |          |          | [ 6 ] [ 7 ]   |
| Caramelle da uno sconoscuito | 1985 | Sí        | Sí       | Sí       | [ 1 ]         |
| Demonios 2                   | 1986 | Sí        | Sí       |          | [ 8 ]         |
| La chiesa                    | 1989 | Sí        | Sí       |          | [ 9 ] [ 10 ]  |
| Etoile                       | 1989 | Sí        |          |          | [ 11 ]        |
| Two Evil Eyes                | 1990 | Sí        |          |          | [ 12 ] [ 13 ] |
| El síndrome de Stendhal      | 1996 |           | Sí       |          | [ 14 ] [ 15 ] |